# Pfarrkirche Telfs-Schlichtling

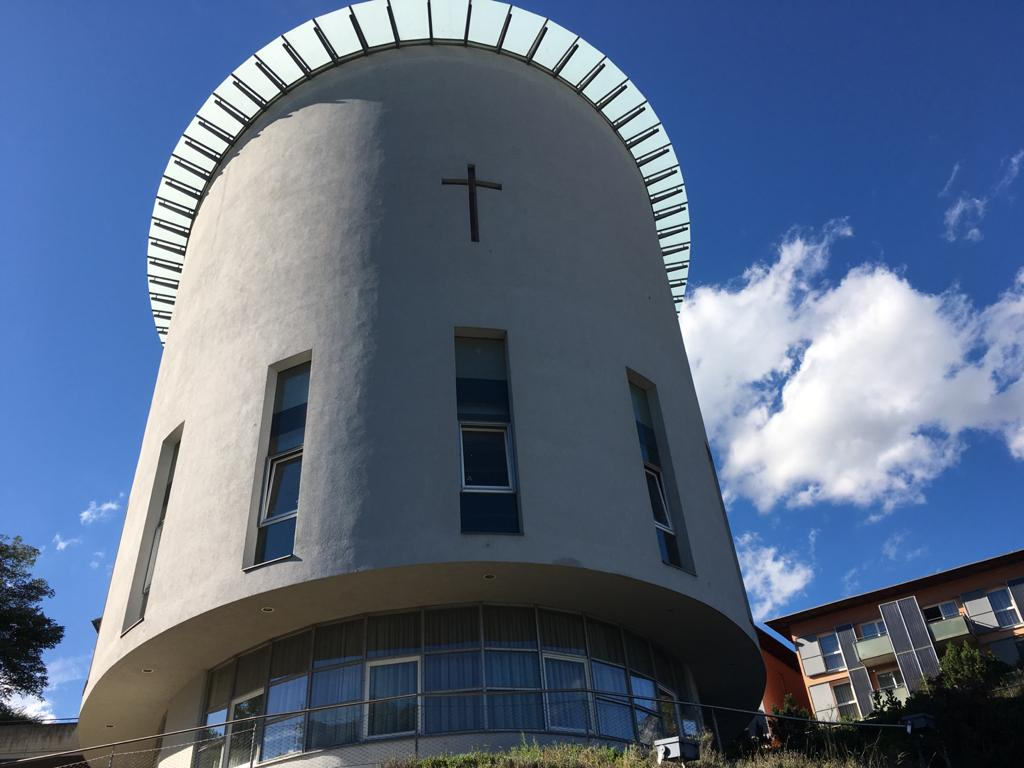
Pfarrkirche Telfs-Schlichtling, außen

Die römisch-katholische Pfarrkirche Telfs-Schlichtling oder Heilig-Geist-Kirche steht in der Marktgemeinde Telfs in Tirol. Die Pfarrkirche Heiliger Geist gehört zum Dekanat Telfs in der Diözese Innsbruck.

## Geschichte
1998 erfolgte der Beschluss, in der neugeplanten Sozialwohnbauanlage mit circa 2000 Wohneinheiten in Telfs-Schlichtling eine Jubiläumskirche zur Jahrtausendwende mit einem Pfarrzentrum zu errichten. Die Grundsteinlegung erfolgte am 10. Juni 2000. Die Kirche wurde von 2000 bis 2002 nach den Plänen der Architekten Peter Thurner und Paul Senfter erbaut. Die Pfarrkirche wurde von Diözesanbischof Alois Kothgasser am 26. Oktober 2002 dem Heiligen Geist geweiht.

## Architektur
Die Kirche ist ein elliptischer Monolith mit einem freistehenden Kirchturm. Der Besucher betritt durch ein lichtdurchflutetes großräumiges Foyer den elliptischen Kirchenraum,  welcher von einer filigranen Holzdeckenkonstruktion abgeschlossen und dominiert wird. Der podestförmige Altarbereich wird durch eine paraventartige Altarwand betont. Die Orgelempore ist über der Eingangszone. Die Kirchenbänke bilden zwei Blöcke. Als natürliche Lichtquelle dient ein Oberlichtfenster entlang der gesamten Kirchenwand. Der Künstler Maurizio Bonato schuf zwölf bodennahe halbtransparente Kirchenfenster in der Apsiswand und ein 112-teiliges Bodenfries aus Glas entlang der Kirchenwand und zwölf Bildtafeln an der Chorwand, alle Zyklen thematisieren den Heiligen Geist. Die Künstlerin Chryseldis Hofer-Mitterer gestaltete das Fenster der Taufkapelle.

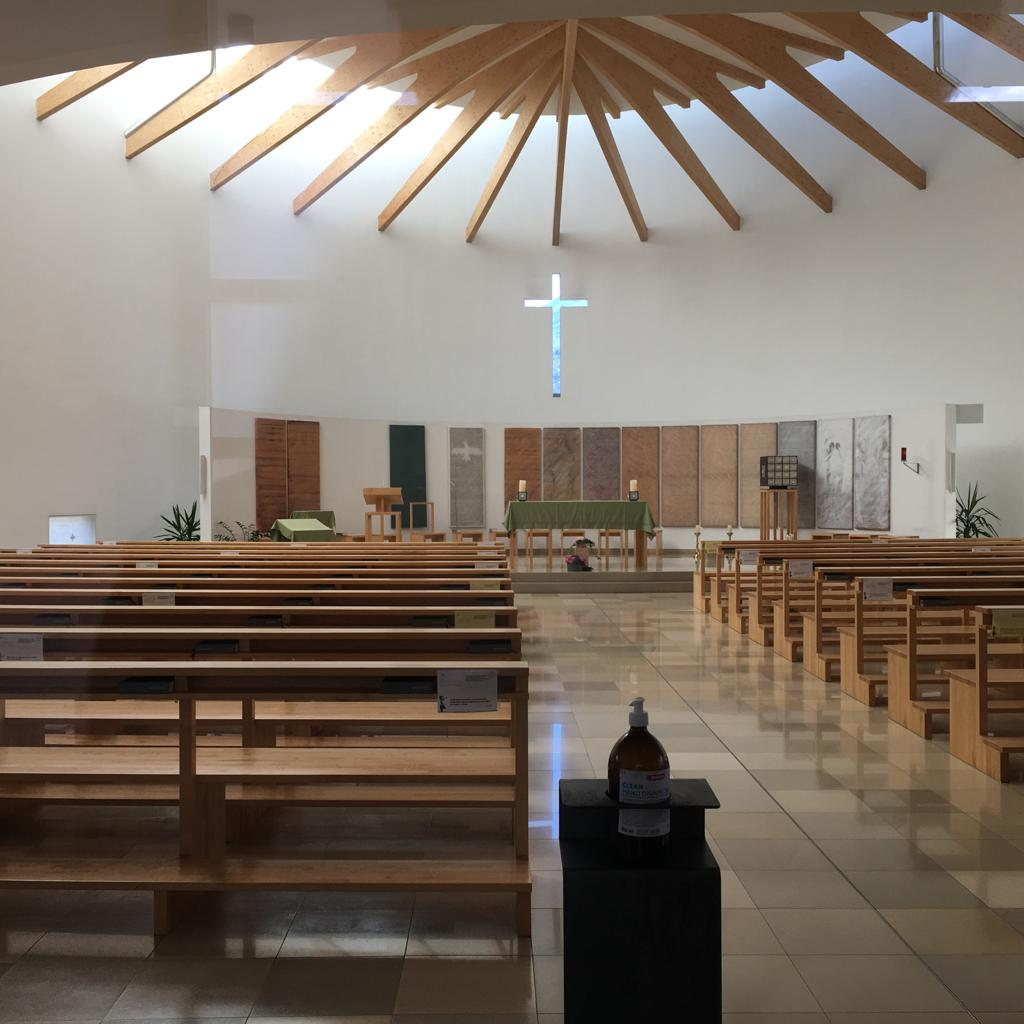

## Ausstattung
Der Altartisch aus Holz steht in der Symmetrie des Altarpodestes und beinhaltet Reliquien von Pater Jakob Gapp, Pfarrer Otto Neururer und Schwester Edith Stein. Ambo, Mensa und Tabernakel stehen in einer Linie. Das Taufbecken steht in der Taufkapelle beim Eingang. Der Tabernakel ist eine Arbeit des Kunstschmiedes Josef Kölbinger.
Die Figur Madonna aus Lindenholz um 1500/1510 geschnitzt als vermutliche Zentralfigur eines ehemaligen Flügelaltares wurde aus Mannswörth in Niederösterreich hierher übertragen. 